# Fourth Division 1975-1976
La Fourth Division 1975-1976 è stato il 18º campionato inglese di calcio di quarta divisione. Ad aggiudicarsi la vittoria è stato il Lincoln City, che grazie al suo primo titolo di quarta divisione, è risalito dopo quindici anni nella categoria superiore. Le altre promozioni in Third Division sono state invece conseguite dal Northampton Town (2ºclassificato), dal Reading (3ºclassificato) e dal Tranmere Rovers (4ºclassificato ed immediatamente tornato in terza divisione dopo una sola stagione).
Capocannoniere del torneo è stato Ronnie Moore (Tranmere Rovers) con 34 reti.

## Stagione

### Novità
Al termine della stagione precedente insieme ai campioni di lega del Mansfield Town, salirono in Third Division anche: lo Shrewsbury Town (2ºclassificato), il Rotherham United (3ºclassificato) ed il Chester (4ºclassificato).
Queste squadre furono rimpiazzate dalla quattro retrocesse provenienti dalla divisione superiore: Bournemouth, Tranmere Rovers, Watford (sceso nell'ultima categoria professionistica del calcio inglese a sedici anni di distanza dalla sua ultima apparizione) ed Huddersfield Town (primo club con titoli nazionali in bacheca ad essere relegato in quarta divisione).
Il Darlington, lo Swansea City, il Workington e lo Scunthorpe United che occuparono le ultime quattro posizioni della classifica, vennero rieletti in Football League dopo una votazione che ebbe il seguente responso:
| Club                 | Lega                    | Voti | Verdetto   |
| -------------------- | ----------------------- | ---- | ---------- |
| Swansea City         | Fourth Division         | 43   | Rieletto   |
| Scunthorpe United    | Fourth Division         | 41   | Rieletto   |
| Darlington           | Fourth Division         | 32   | Rieletto   |
| Workington           | Fourth Division         | 28   | Rieletto   |
| Kettering Town       | Southern League         | 20   | Non eletto |
| Yeovil Town          | Southern League         | 8    | Non eletto |
| Wimbledon FC         | Southern League         | 4    | Non eletto |
| Bedford Town         | Southern League         | 2    | Non eletto |
| Goole Town           | Northern Premier League | 2    | Non eletto |
| Scarborough          | Northern Premier League | 2    | Non eletto |
| Gainsborough Trinity | Northern Premier League | 1    | Non eletto |
| Nuneaton Borough     | Southern League         | 1    | Non eletto |
| Telford United       | Southern League         | 1    | Non eletto |
| Weymouth             | Southern League         | 1    | Non eletto |
| Boston United        | Northern Premier League | 0    | Non eletto |
| Chelmsford City      | Southern League         | 8    | Non eletto |

### Formula
Le prime quattro classificate venivano promosse in Third Division, mentre le ultime quattro erano sottoposte al processo di rielezione.

## Squadre partecipanti
| Squadra           | Città             | Stadio           | Stagione precedente                     |
| ----------------- | ----------------- | ---------------- | --------------------------------------- |
| Barnsley          | Barnsley          | Oakwell          | 15º posto in Fourth Division            |
| Bournemouth       | Bournemouth       | Dean Court       | 21º posto in Third Division, retrocesso |
| Bradford City     | Bradford          | Valley Parade    | 10º posto in Fourth Division            |
| Brentford         | Londra (Hounslow) | Griffin Park     | 8º posto in Fourth Division             |
| Cambridge United  | Cambridge         | Abbey Stadium    | 6º posto in Fourth Division             |
| Crewe Alexandra   | Crewe             | Gresty Road      | 18º posto in Fourth Division            |
| Darlington        | Darlington        | Feethams Ground  | 21º posto in Fourth Division, rieletto  |
| Doncaster Rovers  | Doncaster         | Belle Vue        | 17º posto in Fourth Division            |
| Exeter City       | Exeter            | St James Park    | 9º posto in Fourth Division             |
| Hartlepool United | Hartlepool        | Victoria Park    | 13º posto in Fourth Division            |
| Huddersfield Town | Huddersfield      | Leeds Road       | 24º posto in Third Division, retrocesso |
| Lincoln City      | Lincoln           | Sincil Bank      | 5º posto in Fourth Division             |
| Newport County    | Newport           | Somerton Park    | 12º posto in Fourth Division            |
| Northampton Town  | Northampton       | County Ground    | 16º posto in Fourth Division            |
| Reading           | Reading           | Elm Park         | 7º posto in Fourth Division             |
| Rochdale          | Rochdale          | Spotland Stadium | 19º posto in Fourth Division            |
| Scunthorpe United | Scunthorpe        | Old Showground   | 24º posto in Fourth Division, rieletto  |
| Southport         | Southport         | Haigh Avenue     | 11º posto in Fourth Division            |
| Stockport County  | Stockport         | Edgeley Park     | 20º posto in Fourth Division            |
| Swansea City      | Swansea           | Vetch Field      | 22º posto in Fourth Division, rieletto  |
| Torquay United    | Torquay           | Plainmoor        | 14º posto in Fourth Division            |
| Tranmere Rovers   | Birkenhead        | Prenton Park     | 22º posto in Third Division, retrocesso |
| Watford           | Watford           | Vicarage Road    | 23º posto in Third Division, retrocesso |
| Workington        | Workington        | Borough Park     | 23º posto in Fourth Division, rieletto  |

## Classifica finale
|  | Pos. | Squadra           | Pt | G  | V  | N  | P  | GF  | GS | QR    |
|  | ---- | ----------------- | -- | -- | -- | -- | -- | --- | -- | ----- |
|  | 1    | Lincoln City      | 74 | 46 | 32 | 10 | 4  | 111 | 39 | 2.846 |
|  | 2    | Northampton Town  | 68 | 46 | 29 | 10 | 7  | 87  | 40 | 2.175 |
|  | 3    | Reading           | 60 | 46 | 24 | 12 | 10 | 70  | 51 | 1.373 |
|  | 4    | Tranmere          | 58 | 46 | 24 | 10 | 12 | 89  | 55 | 1.618 |
|  | 5    | Huddersfield Town | 56 | 46 | 21 | 14 | 11 | 56  | 41 | 1.366 |
|  | 6    | Bournemouth       | 52 | 46 | 20 | 12 | 14 | 57  | 48 | 1.188 |
|  | 7    | Exeter City       | 50 | 46 | 18 | 14 | 14 | 56  | 47 | 1.191 |
|  | 8    | Watford           | 50 | 46 | 22 | 6  | 18 | 62  | 62 | 1.000 |
|  | 9    | Torquay Utd       | 50 | 46 | 18 | 14 | 14 | 55  | 63 | 0.873 |
|  | 10   | Doncaster         | 49 | 46 | 19 | 11 | 16 | 75  | 69 | 1.087 |
|  | 11   | Swansea City      | 47 | 46 | 16 | 15 | 15 | 66  | 57 | 1.158 |
|  | 12   | Barnsley          | 44 | 46 | 14 | 16 | 16 | 52  | 48 | 1.083 |
|  | 13   | Cambridge Utd     | 43 | 46 | 14 | 15 | 17 | 58  | 62 | 0.935 |
|  | 14   | Hartlepool Utd    | 42 | 46 | 16 | 10 | 20 | 62  | 78 | 0.795 |
|  | 15   | Rochdale          | 42 | 46 | 12 | 18 | 16 | 40  | 54 | 0.741 |
|  | 16   | Crewe Alexandra   | 41 | 46 | 13 | 15 | 18 | 58  | 57 | 1.018 |
|  | 17   | Bradford City     | 41 | 46 | 12 | 17 | 17 | 63  | 65 | 0.969 |
|  | 18   | Brentford         | 41 | 46 | 14 | 13 | 19 | 56  | 60 | 0.933 |
|  | 19   | Scunthorpe Utd    | 38 | 46 | 14 | 10 | 22 | 50  | 59 | 0.847 |
|  | 20   | Darlington        | 38 | 46 | 14 | 10 | 22 | 48  | 57 | 0.842 |
|  | 21   | Stockport County  | 38 | 46 | 13 | 12 | 21 | 43  | 76 | 0.566 |
|  | 22   | Newport County    | 35 | 46 | 13 | 9  | 24 | 57  | 90 | 0.633 |
|  | 23   | Southport         | 26 | 46 | 8  | 10 | 28 | 41  | 77 | 0.532 |
|  | 24   | Workington        | 21 | 46 | 7  | 7  | 32 | 30  | 87 | 0.345 |

Legenda:
      Promosso in Third Division 1976-1977.
      Rieletto nella Football League.
Regolamento:
Due punti a vittoria, uno a pareggio, zero a sconfitta.
A parità di punti le squadre venivano classificate secondo il quoziente reti.
Note:

Stockport County costretto alla rielezione per peggior quoziente reti nei confronti degli ex aequo Darlington e Scunthorpe United.